# Thủ tướng Áo
Thủ tướng Liên bang (tiếng Đức: Bundeskanzler) là người đứng đầu chính phủ của Áo. Với tư cách là Chủ tịch Chính phủ Liên bang Áo, thủ tướng là đại diện tối cao của cơ quan hành pháp. Mặc dù chính thức là một thành viên bình đẳng của nội các, thủ tướng được coi là vị trí quan trọng nhất trong chính trị Áo, và do đó là người điều hành thực tế của quốc gia. Văn phòng chính thức của Thủ tướng nằm ở Văn phòng Liên bang.
Thủ tướng đương nhiệm là Karl Nehammer (Đảng Nhân dân Áo), nhậm chức ngày 6 tháng 12 năm 2021.

## Bổ nhiệm
Thủ tướng được bổ nhiệm và tuyên thệ bởi tổng thống. Theo lý thuyết, tổng thống có thể chỉ định bất cứ ai có đủ tư cách để được bầu vào Hội đồng Quốc gia, nghĩa là bất kỳ người nào ở Áo trên 18 tuổi. Trên thực tế, thủ tướng không thể nắm quyền được trừ khi người đó là chỉ huy tin cậy của Hội đồng Quốc gia. Vì lý do này, thủ tướng thường là lãnh đạo của đảng lớn nhất trong Hội đồng Quốc gia, hoặc là đối tác cao cấp trong liên minh cầm quyền. Một ngoại lệ đáng chú ý xảy ra sau cuộc bầu cử năm 1999, Đảng Tự do giành được nhiều ghế và tham gia vào liên minh với Đảng Nhân dân. Mặc dù điều này có thể khiến lãnh đạo Đảng Tự do Jorg Haider trở thành thủ tướng, nhưng ông lại bị coi là gây tranh cãi trong việc trở thành một thành viên của nội các, chứ không phải là thủ tướng. Do đó, ông đã bước sang một bên ủng hộ nhà lãnh đạo Đảng Nhân dân Wolfgang Schüssel.
Thủ tướng không có giới hạn về nhiệm kỳ. Theo hiến pháp, thủ tướng thường đưa ra lệnh từ chức cho tổng thống sau khi giải thể quốc hội. Tổng thống thường từ chối và điều khiển thủ tướng và nội các của mình để hoạt động như một chính phủ cho đến khi một Hội đồng Quốc gia mới được triệu tập và một nhà lãnh đạo đa số mới đã xuất hiện. Trên thực tế, hiến pháp rõ ràng khuyến khích tổng thống sử dụng thủ tướng như người kế nhiệm lâm thời của chính mình.
Một thủ tướng thường được bổ nhiệm hoặc miễn nhiệm cùng với các bộ trưởng của mình. Về mặt quy trình, tổng thống chỉ có thể bổ nhiệm các bộ trưởng do thủ tướng chỉ định, vì vậy thủ tướng được bổ nhiệm trước tiên. Sau khi tuyên thệ, thủ tướng trình tổng thống danh sách các bộ trưởng của mình; danh sách thường sẽ được chỉ vài phút sau đó. Cả thủ tướng và các bộ trưởng đều không cần được chấp thuận bởi một trong hai viện của quốc hội; những người được bổ nhiệm hoàn toàn có khả năng thực hiện các chức năng tương ứng ngay sau khi tuyên thệ.
Hội đồng quốc gia có thể buộc tổng thống bãi nhiệm một thủ tướng hoặc một bộ trưởng thông qua một cuộc bỏ phiếu bất tín nhiệm. Tổng thống được yêu cầu phải bãi nhiệm một thành viên chính phủ mà Hội đồng Quốc gia tuyên bố rằng họ muốn ra đi. Các đảng đối lập đôi khi sẽ bỏ phiếu bất tín nhiệm chống lại các bộ trưởng, và đôi khi toàn bộ nội các, để thể hiện sự chỉ trích. Những phiếu bầu này được dự kiến sẽ không được thông qua. Cuộc bỏ phiếu bất tín nhiệm thành công đầu tiên diễn ra vào tháng 5 năm 2019 khi Thủ tướng thứ 25 Sebastian Kurz bị lật đổ.

## Cựu thủ tướng còn sống
Có bảy cựu thủ tướng Áo còn sống:

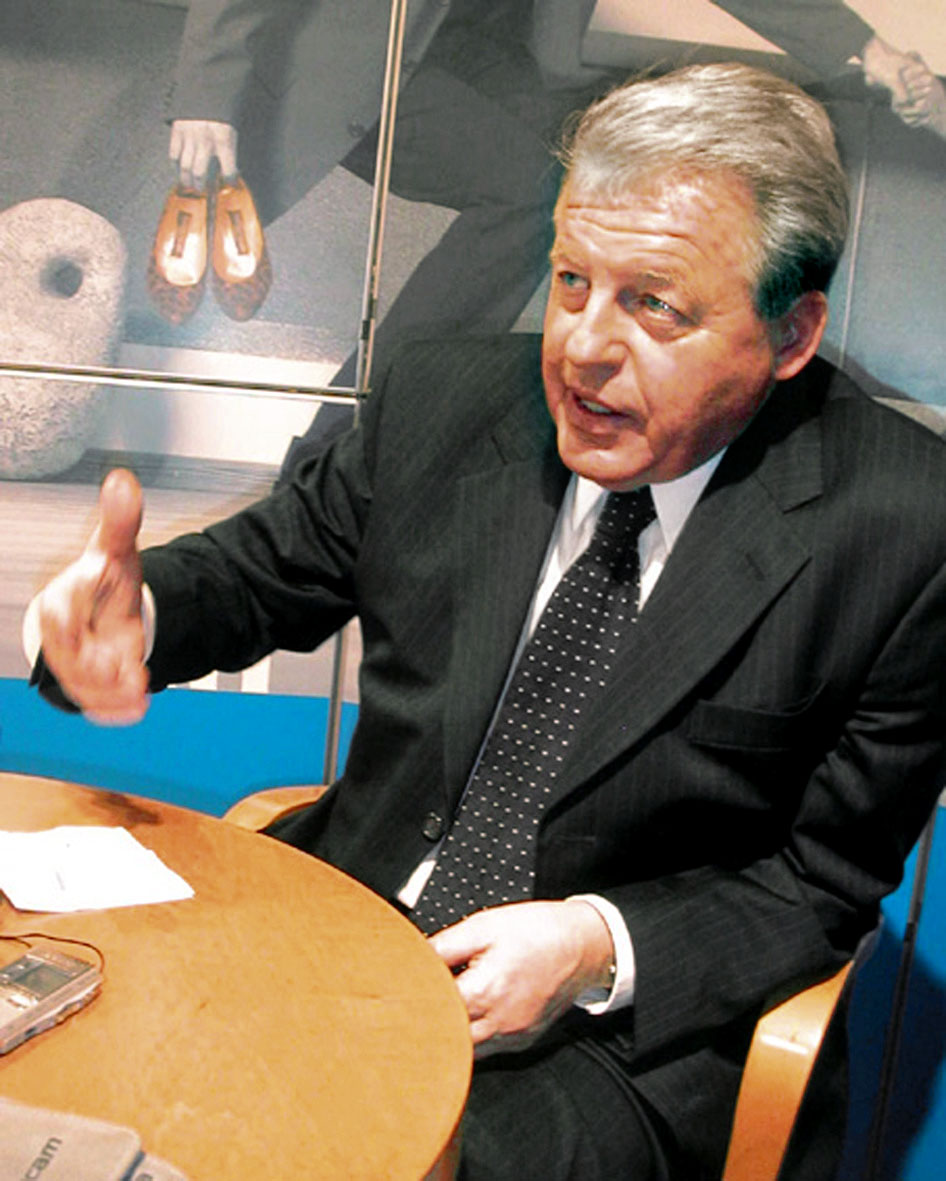
Franz Vranitzky (1986–1997) 4 tháng 10, 1937 (87 tuổi)
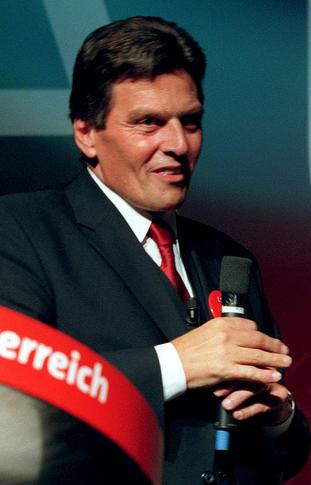
Viktor Klima (1997–2000) 4 tháng 6, 1947 (78 tuổi)
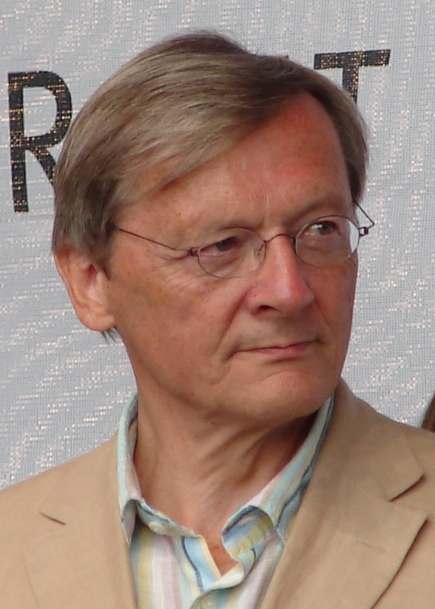
Wolfgang Schüssel (2000–2007) 7 tháng 6, 1945 (80 tuổi)
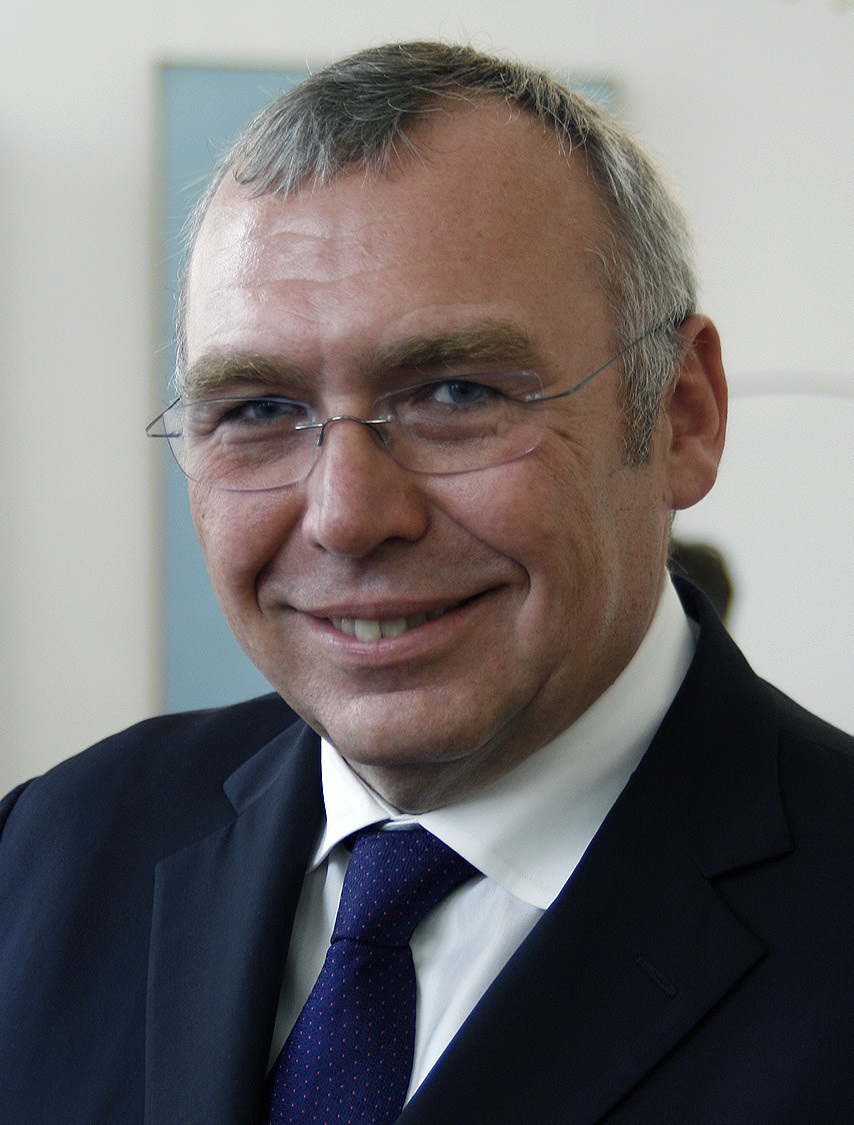
Alfred Gusenbauer (2007–2008) 8 tháng 2, 1960 (65 tuổi)
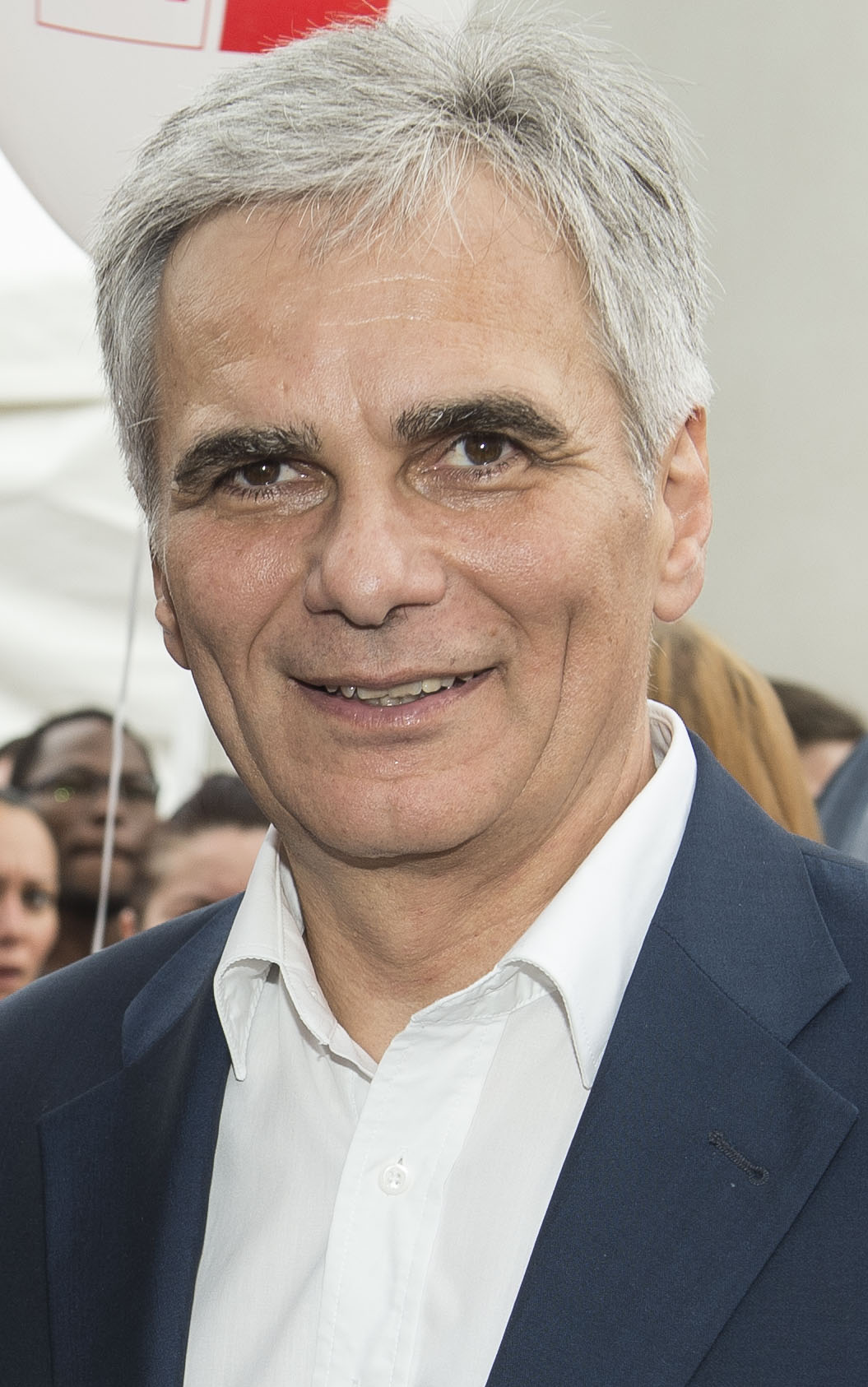
Werner Faymann (2008–2016) 4 tháng 5, 1960 (65 tuổi)
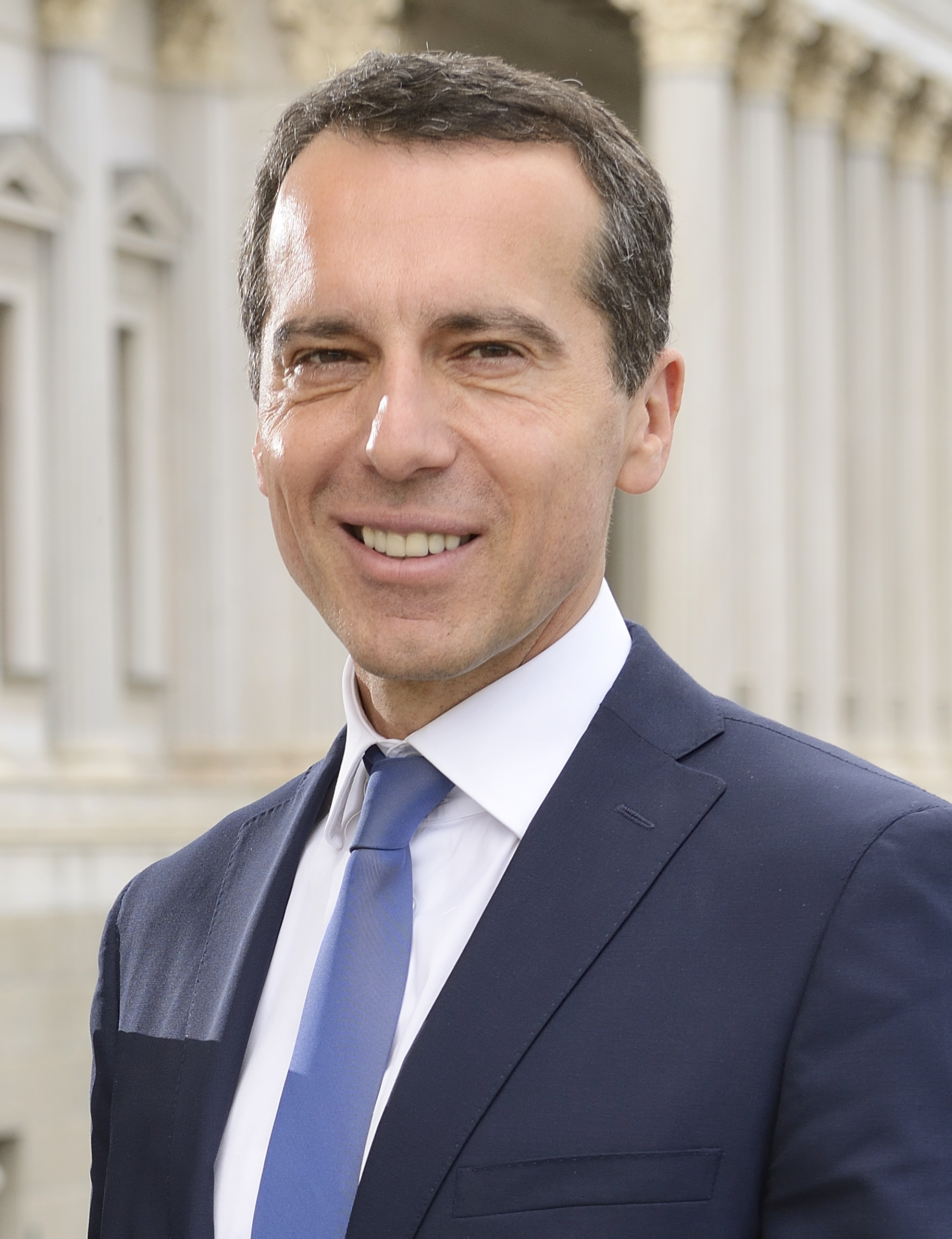
Christian Kern (2016–2017) 4 tháng 1, 1966 (59 tuổi)
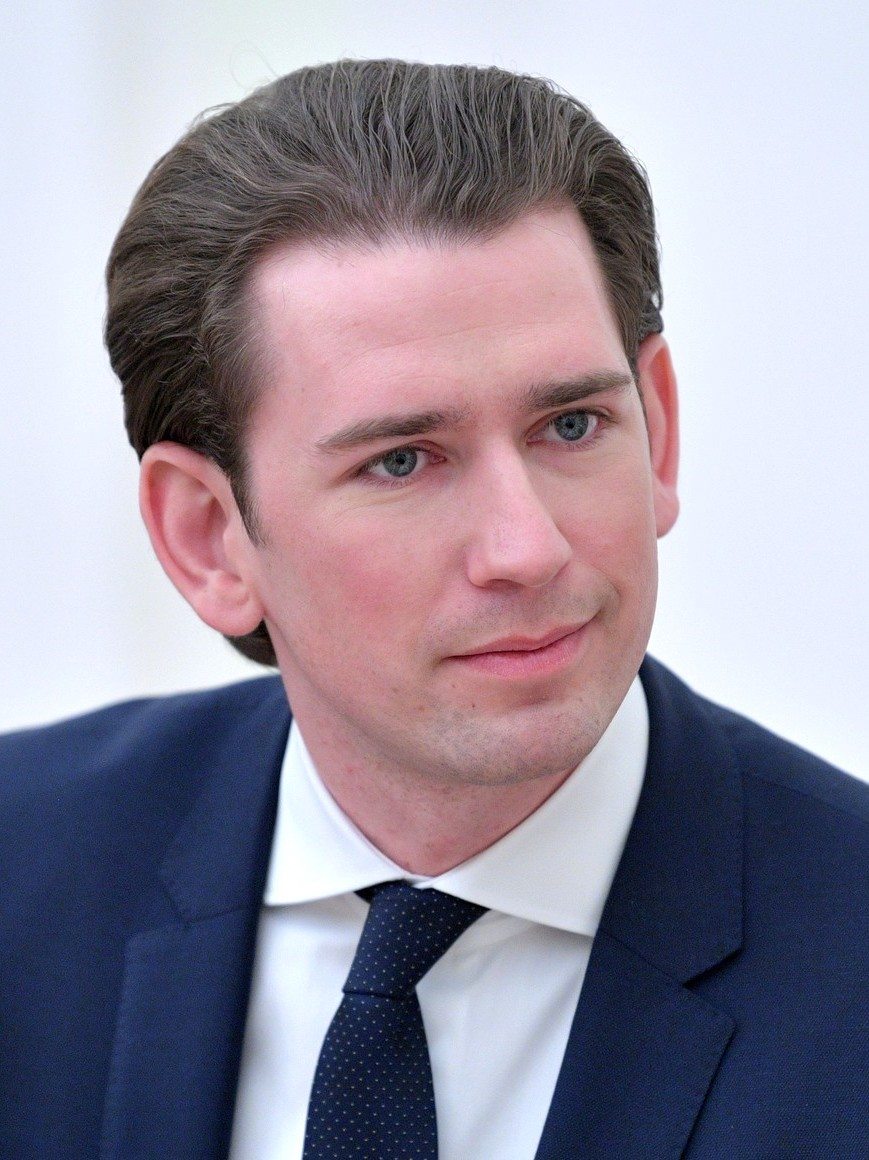
Sebastian Kurz (2017–2019) (2020-2021) 27 tháng 8, 1986 (38 tuổi)
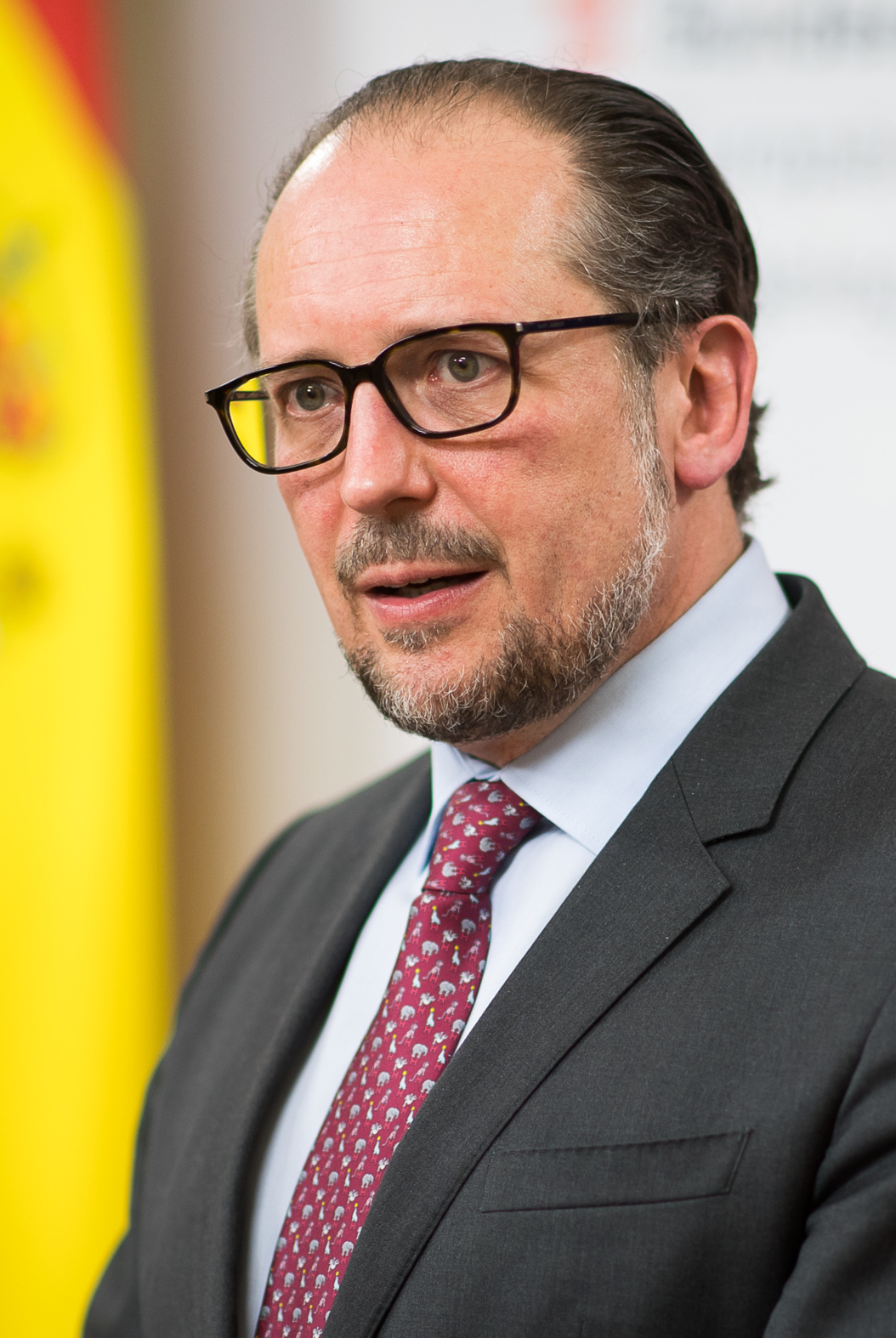
Alexander Schallenberg (2021) 20 tháng 6, 1969 (55 tuổi)